# Ambierle
Ambierle es una comuna francesa, situada en el departamento de Loira, de la región de Auvernia-Ródano-Alpes. 

## Demografía
| 1 486 | 1 455 | 1 422 | 1 592 | 1 763 | 1 728 | 1805 | 1 915 |
| Para los censos de 1962 a 1999 la población legal corresponde a la población sin duplicidades (Fuente: INSEE [Consultar]) |       |       |       |       |       |      |       |